# Elecciones municipales de Huaraz de 1998
Las elecciones municipales de Huaraz de 1998 se llevaron a cabo el 11 de octubre de 1998 para elegir al alcalde y al Concejo Provincial de Huaraz para el periodo 1999-2002. La elección se celebró simultáneamente con elecciones municipales en todo el país.

## Sistema electoral
La Municipalidad Provincial de Huaraz es el órgano administrativo y de gobierno de la provincia de Huaraz. Está compuesta por el alcalde y el Concejo Provincial.
La votación del alcalde y el concejo se realiza en base al sufragio universal, que comprende a todos los ciudadanos nacionales mayores de dieciocho años, empadronados y residentes en la provincia de Huaraz y en pleno goce de sus derechos políticos, así como a los ciudadanos no nacionales residentes y empadronados en la provincia de Huaraz.
El Concejo Provincial de Huaraz está compuesto por 19 regidores elegidos por sufragio directo para un período de tres (3) años, en forma conjunta con la elección del alcalde (quien lo preside). La votación es por lista cerrada y bloqueada. Para que una lista sea proclamada ganadora debe obtener más del 20% de los votos válidos; en caso ninguna lista logre ese porcentaje, los dos listas más votadas participan en una segunda vuelta o balotaje. Se asigna a la lista ganadora los escaños según el método d'Hondt o la mitad más uno, lo que más le favorezca.

## Composición del Concejo Provincial de Huaraz
La siguiente tabla muestra la composición del Concejo Provincial de Huaraz antes de las elecciones.
| Partidos | Partidos                                                      | Regidores |
| -------- | ------------------------------------------------------------- | --------- |
|          | Lista Independiente N° 25 Cambio Municipal                    | 10        |
|          | Lista Independiente N° 3 Movimiento Independiente Progresista | 4         |
|          | Lista Independiente N° 9 Frente Cívico Ancashino              | 2         |
|          | Lista Independiente N° 5 Somos Huaraz                         | 2         |
|          | Lista Independiente N° 17 Cambio y Desarrollo 95              | 1         |

## Partidos y candidatos
A continuación se muestra una lista de los principales partidos y alianzas electorales que participaron en las elecciones:
| Candidatura | Candidatura | Partidos y alianzas                                              | Candidatos | Candidatos                | Ideología                                   | Resultado previo | Resultado previo | Ref. |
| Candidatura | Candidatura | Partidos y alianzas                                              | Candidatos | Candidatos                | Ideología                                   | Votos (%)        | Reg.             | Ref. |
| ----------- | ----------- | ---------------------------------------------------------------- | ---------- | ------------------------- | ------------------------------------------- | ---------------- | ---------------- | ---- |
|             | AP          | Lista - Acción Popular (AP)                                      |            | Julio Mendoza Luna        | Humanismo Nacionalismo cívico Reformismo    | 3.40%            | 0                |      |
|             | SP          | Lista - Movimiento Independiente Somos Perú (SP)                 |            | Víctor Moreno Quiroz      | Democracia cristiana Conservadurismo social | Nuevo            | Nuevo            |      |
|             | VV          | Lista - Movimiento Independiente Vamos Vecino (VV)               |            | Pablo Romero Henostroza   | Fujimorismo                                 | Nuevo            | Nuevo            |      |
|             | IND         | Lista - Lista Independiente Salvemos Huaraz                      |            | Waldo Ríos Salcedo        | Localismo huaracino                         | Nuevo            | Nuevo            |      |
|             | IND         | Lista - Lista Independiente Unidos con el Pueblo                 |            | Abraham Vílchez Castro    | Localismo huaracino                         | Nuevo            | Nuevo            |      |
|             | IND         | Lista - Lista Independiente Cambio y Desarrollo                  |            | Ertman Vera Arana         | Localismo huaracino                         | Nuevo            | Nuevo            |      |
|             | IND         | Lista - Lista Independiente Movimiento Independiente Triple D    |            | Jorge Rojas Vega          | Localismo huaracino                         | Nuevo            | Nuevo            |      |
|             | IND         | Lista - Lista Independiente Movimiento Independiente Progresista |            | Antenógenes Haro Cruz     | Localismo huaracino                         | Nuevo            | Nuevo            |      |
|             | IND         | Lista - Lista Independiente Democracia Municipal                 |            | Fermín Chinchay Rodríguez | Localismo huaracino                         | Nuevo            | Nuevo            |      |

## Resultados

### Sumario general
|                        |                                                          |              |              |              |           |           |
| Partidos y coaliciones | Partidos y coaliciones                                   | Voto popular | Voto popular | Voto popular | Regidores | Regidores |
| Partidos y coaliciones | Partidos y coaliciones                                   | Votos        | %            | ±pp          | Total     | +/−       |
|                        | Lista Independiente Salvemos Huaraz                      | 14,425       | 28.30        | n/a          | 7         | +7        |
|                        | Movimiento Independiente Vamos Vecino (VV)               | 10,757       | 21.11        | Nuevo        | 1         | +1        |
|                        | Movimiento Independiente Somos Perú (SP)                 | 7,196        | 14.12        | Nuevo        | 1         | +1        |
|                        | Lista Independiente Unidos con el Pueblo                 | 5,687        | 11.16        | n/a          | 1         | +1        |
|                        | Lista Independiente Cambio y Desarrollo                  | 5,564        | 10.92        | n/a          | 1         | +1        |
|                        | Lista Independiente Movimiento Independiente Triple D    | 3,229        | 6.34         | n/a          | 0         | ±0        |
|                        | Lista Independiente Movimiento Independiente Progresista | 2,431        | 4.77         | n/a          | 0         | ±0        |
|                        | Lista Independiente Democracia Municipal                 | 1,284        | 2.52         | n/a          | 0         | ±0        |
|                        | Acción Popular (AP)                                      | 391          | 0.77         | –2.63        | 0         | ±0        |
|                        |                                                          |              |              |              |           |           |
| Total                  | Total                                                    | 50,964       |              |              | 11        | –8        |
|                        |                                                          |              |              |              |           |           |
| Votos válidos          | Votos válidos                                            | 50,964       | 83.26        | +5.62        |           |           |
| Votos en blanco        | Votos en blanco                                          | 4,467        | 7.30         | –0.97        |           |           |
| Votos nulos            | Votos nulos                                              | 5,781        | 9.44         | –4.65        |           |           |
| Votos emitidos         | Votos emitidos                                           | 61,212       | 82.43        | +8.66        |           |           |
| Abstenciones           | Abstenciones                                             | 13,049       | 17.57        | –8.66        |           |           |
| Votantes registrados   | Votantes registrados                                     | 74,261       |              |              |           |           |
|                        |                                                          |              |              |              |           |           |
| Fuente:                |                                                          |              |              |              |           |           |

## Elecciones municipales distritales

### Resultados por distrito
La siguiente tabla enumera el control de los distritos de la provincia de Huaraz. El cambio de mando de una organización política se resalta del color de ese partido.
| Distrito      | Alcalde(sa) titular      | Partido político | Partido político          | Alcalde(sa) electo(a)         | Partido político | Partido político |
| ------------- | ------------------------ | ---------------- | ------------------------- | ----------------------------- | ---------------- | ---------------- |
| Cochabamba    | Marcial Loli Jiménez     |                  | Lista Independiente N° 15 | Absalón Giraldo de Paz        |                  | Vamos Vecino     |
| Colcabamba    | Edmundo Orellana Ramírez |                  | Lista Independiente N° 3  | Uladislao Villanueva Cancán   |                  | Vamos Vecino     |
| Huanchay      | Segundo Caro Carrión     |                  | Lista Independiente N° 29 | Graciela Minaya López         |                  | Vamos Vecino     |
| Independencia | Vidal Mosquera Vásquez   |                  | Lista Independiente N° 25 | Ladislao Cruz Villachica      |                  | Somos Perú       |
| Jangas        | Diógenes Alva Montes     |                  | Lista Independiente N° 37 | Ynocente González Domínguez   |                  | Somos Perú       |
| La Libertad   | Octavio Aguedo Vásquez   |                  | Lista Independiente N° 25 | Oshwa Guerrero Mayhuay        |                  | Vamos Vecino     |
| Olleros       | Paulino Espinoza Rojas   |                  | Lista Independiente N° 25 | Paulino Espinoza Rojas        |                  | Vamos Vecino     |
| Pampas        | Serapio Moreno Salvador  |                  | Lista Independiente N° 19 | Inocencio Villafuerte Colonia |                  | Triple D         |
| Pariacoto     | Máximo Inga Giraldo      |                  | Lista Independiente N° 3  | Ilario Risco Orbegozo         |                  | Vamos Vecino     |
| Pira          | Marco Guerrero Cuisano   |                  | Lista Independiente N° 21 | Saturnino Castillo León       |                  | Salvemos Huaraz  |
| Tarica        | Pelé Tinoco Meyhuay      |                  | Lista Independiente N° 25 | Pelé Tinoco Meyhuay           |                  | Vamos Vecino     |